# Giovan Battista Amico
Giovan Battista Amico, o Amici, o anche d'Amico (in latino Ioannes Baptista Amicus Cosentinus; Cosenza, 1511 o 1512 – Padova, 1538), è stato un astronomo, matematico e filosofo italiano.
Fu insigne studioso di astronomia, brillante nella conoscenza del latino, del greco e dell'ebraico, abbracciò la scuola di pensiero dell'aristotelismo padovano del XVI secolo. Fu autore dell'operetta De motibus corporum coelestium iuxta principia peripatetica sine eccentricis set epicyclis, pubblicata a Venezia nel 1536 e nel 1537 e a Parigi nel 1549. Le sue osservazioni furono una delle fonti per il lavoro di Niccolò Copernico.

## Biografia
Contemporaneo di Bernardino Telesio, frequentò lo Studium dei Domenicani, università aperta a tutti e non solo all'ordine dei Padri Predicatori. Per il resto della sua biografia si conosce ben poco se non quanto trapela dalla sua maggiore opera, il De motibus corporum coelestium iuxta principia peripatetica sine eccentricis et epicyclis, pubblicato nel 1536 a Venezia per i tipi di Giovanni Patavino e Venturino Roffinelli.
Dalla sua opera si traggono le uniche scarne notizie relative alla sua vita, ovvero, come da lui stesso riportato nell'opera, che Amico fosse cosentino di nascita e che all'epoca della pubblicazione avesse la giovane età di 24 anni. Questo farebbe collocare la nascita dell'Amico a Cosenza forse nell'anno 1512, seppure alcuni studiosi propendano per il 1511. Tuttavia la nascita dell'astronomo risulta di difficile datazione non essendo noto in quale mese del 1536 il De motibus fu pubblicato e in quale periodo esso venne compilato dall'autore.
Sempre all'interno del De motibus, nel proemio, l'Amico riferisce di essere stato allievo di Vincenzo Maggi (1498-1564), Marco Antonio Passeri detto il Gènua (1491-1563) e di Federico Delfino (1477-1547), professori all'Ateneo di Padova negli anni precedenti la pubblicazione del De motibus e anche professori del Telesio; queste informazioni porrebbero l'Amico nel filone di pensiero dell'aristotelismo padovano rinascimentale e dimostra che l'astronomo cosentino avesse frequentato l'Università di Padova, una delle più prestigiose dell'epoca, dalla quale tuttavia non si ha certezza se si fosse licenziato con una laurea, dato che il suo nome non risulta in nessuna lista di laureati di quell'ateneo.
Il D'Amico era dunque un uomo colto, versato non solo in latino e greco, ma anche in ebraico, lingue dalle quali fece diverse traduzioni.
Nel De motibus l'astronomo cosentino propose un superamento del sistema astronomico tolemaico. Pur rimanendo fedele alla tradizione aristotelica, il D'Amico rifiutò la consueta dicotomia tra fisici cosmologi e astronomi matematici interessati al calcolo delle posizioni dei corpi celesti, proponendo una sintesi tra le due tendenze che affermò derivare da un unico principio, concetti ai quali aderì parzialmente più tardi anche Niccolò Copernico nel suo De revolutionibus orbium coelestium pubblicato cinque anni dopo la morte dell'astronomo cosentino.
Dopo la frequentazione dei corsi di Padova parrebbe, ma anche qui non vi è certezza alcuna, che l'Amico fosse stato ammesso all'Accademia Cosentina forse nell'anno 1537, ovvero un anno dopo la prima pubblicazione a stampa del De motibus e un anno prima della morte del giovane astronomo che avrebbe avuto fra i 26 e i 27 anni. Va detto che il De motibus fu la prima operetta a mettere in discussione il modello tolemaico e che l'opera si concludeva anticipando per sommi capi alcuni dati oggetto di una futura pubblicazione e che promettevano di essere assolutamente rivoluzionari. Da questa considerazione gli studiosi tendono a pensare che la prematura morte per assassinio di Amico fosse stata provocata dall'invidia della sua dottrina, così come suggerito da un anonimo che compose l'epitaffio del giovane astronomo nel quale si leggeva:
Cosentino, qui cum omnes omnium liberalium artium disciplinas miro ingenio, solerti industria, incredibili studio, Latine Grece atque etiam Hebraice percurrisset feliciter, ipsa adolescentia suorumque laborum & vigilarum cursu pene confecto, a sicario ignoto, literarum, ut putatur, virtutisque, invidia, interfectus est MDXXXVIII.»
(Monumentorum Italiae, quae hoc nostro saeculo & a Christianis posita sunt, libri 4, pag.11)
ovvero «ammazzato da ignoto sicario si pensa per invidia della sua scienza e delle sue virtù».
Infatti nel 1538 Amici venne assalito, derubato e ucciso mentre camminava nei vicoli di Padova. Il processo contro ignoti che seguì accertò che era scomparsa una borsa contenente alcuni documenti, che forse erano proprio le carte con quelle rivoluzionarie osservazioni che aveva promesso l'autore, o almeno così sembrava credere l'Inquisizione nel processo postumo per eresia che subito dopo istituì contro lo studioso defunto.
Del D'Amico fa menzione nella sua orazione in morte di Telesio, Giovanni Paolo d'Aquino, filosofo e oratore calabrese nato a Cosenza e morto intorno al 1612, che definisce l'Amico «così grande astrologo e filosofo [...] nel cui libro descrive tutti i moti dei corpi celesti senza servirsi di epicicli e d'eccentrici, cosa degna di meraviglia e tentata indarno tante volte dagli antichi astrologi», ma la menzione nulla aggiunge alla sua biografia rispetto a quanto già noto.
Il 6 aprile 2019 la città di Cosenza gli dedica, inaugurandolo, il Planetario della città che sorge a 224 metri s.l.m. nel quartiere Gergeri del capoluogo bruzio.

## Opere
- (LA) De motibus corporum, Venezia, Giovanni Padovano & Venturino Ruffinelli, 1536.